# Podismopsis konakovi
Podismopsis konakovi är en insektsart som beskrevs av Bei-bienko 1948. Podismopsis konakovi ingår i släktet Podismopsis och familjen gräshoppor. Inga underarter finns listade i Catalogue of Life.